# Joodse begraafplaats (Diepenheim)
De joodse begraafplaats van Diepenheim in Overijssel bevindt zich buiten het dorp aan het riviertje de Regge. De dodenakker ligt hier sinds 1857.
Er zijn nog achttien grafstenen aanwezig aan de Hazendammerweg. Een bijzonder monument werd hier in 1995 gerealiseerd door de kunstenaar Joseph Semah. Hij plantte uit respect voor de vergeten doden tien ceders om zo het minimumaantal personen benodigd voor een joodse godsdienstoefening te symboliseren.